# Anna Hanika
Anna Hanika (27. Juni 1903 in Wien – 14. März 1988 ebenda) war eine österreichische Kontoristin und Widerstandskämpferin.

## Leben und Werk
Hanika wurde als jüngstes Kind von Therese und Karl Hanika geboren. Ihr Bruder hieß Anton. Ihre Schwester Johanna trat später in den Orden Karmelitinnen ein. Der Vater starb, als sie sechs Jahre alt war. Nach der Pflichtschule kam sie allein für die Versorgung ihrer Mutter auf. Von 1923 bis zur Auflösung der Christlich-sozialen Gewerkschaft der Gemeindebediensteten war sie deren Kontoristin, danach arbeitete sie für eine deutsche Kugellagerfirma. Die überzeugte Katholikin wurde Ende 1939 von ihrem Verlobten Rudolf Wallner, Vizeinspektor der Wiener Elektrizitätswerke, für den Widerstand gegen das NS-Regime gewonnen und schloss sich der Österreichischen Freiheitsbewegung um Karl Lederer an. Zu ihren Aufgaben zählten die Werbung von neuen Mitstreitern und das Kassieren von Mitgliedsbeiträgen. Sie überzeugte Frauen aus ihrem Bekanntenkreis für die Mitarbeit, so etwa Margarete Skroch und Stefanie Wotraubek, die mit ihr im Kirchenchor sangen. Mit Hilfe des Spitzels Otto Hartmann gelang es der Gestapo, die Gruppe aufzurollen. Hanika wurde im August 1940 verhaftet und mit weiteren Mitgliedern der Gruppe Lederer wegen Vorbereitung zum Hochverrat angeklagt. Alle Versuche ihrer Familie, die Enthaftung zu erwirken, scheiterten. Erst am 10. März 1943 wurde sie aus gesundheitlichen Gründen aus der Untersuchungshaft entlassen. Daraufhin nahm sie Norbert Kastelic, den jüngeren Sohn des inhaftierten Widerstandskämpfers Jacob Kastelic, zu sich. Dieser war durch den frühen Tod seiner Mutter zum Halbwaisen geworden war. Am 3. März 1944 wurde Hanika vom Volksgerichtshof wegen Beihilfe zur Vorbereitung zum Hochverrat zu zwei Jahren Zuchthaus verurteilt, die Strafe galt durch die Untersuchungshaft als verbüßt.
Gegen ihre Mitangeklagten Karl Lederer, Alfred Miegl und ihren Verlobten Rudolf Wallner wurde die Todesstrafe ausgesprochen. Mit Wallner und Kastelic stand sie bis zu deren Hinrichtung in Kontakt. Auch ermöglichte sie es Kastelic, bei Gefängnisbesuchen seinen jüngeren Sohn zu sehen. 1945 engagierte sie sich für die Identifikation und Bestattung ihrer hingerichteten Mitkämpfer, 1947 trat sie als Zeugin im Prozess gegen den Verräter Otto Hartmann auf. Als Mitglied der ÖVP-Kameradschaft der politisch Verfolgten widmete sich Hanika der Dokumentation der „Großösterreichischen Freiheitsbewegung“ und ihrer Mitglieder. Ihre Erinnerungen an das Sterben von Jakob Kastelic hat sie in einem schriftlichen Bericht zusammengefasst. 1954 übernahm sie auch für Kastelic’ älteren Sohn die Vormundschaft. Sie war auch karitativ tätig und unterstützte die Missionsarbeit in Afrika durch Medikamentensammlungen. Als sich ihr jahrzehntelanges Herzleiden verschlimmerte, übersiedelte sie 1987 ins Altersheim der Barmherzigen Schwestern in Gumpendorf, wo sie im März 1988 verstarb.